# Clock Tower II: The Struggle Within
Clock Tower II: The Struggle Within, в Японии известная как Clock Tower Ghost Head (яп. クロックタワーゴーストヘッド курокку тава: го:суто хэддо), — компьютерная игра в жанре survival horror, вышедшая на приставке PlayStation в 1998 году в Японии и разработанная компанией Human Entertainment. Игра является третьей в серии игр с одноимённым названием. Сюжет игры не связан с предыдущими частями серии.

## Сюжет
Алисса Хейл — семнадцатилетняя девочка, которую начали посещать видения о том, как она убивает своих друзей и семью, которые начались с того момента, когда её отец отдал ей свой амулет. Однажды Алиса просыпается и понимает, что всё стало правдой. Внутри девочки находится «хладнокровный и аморальный» дух Мистер Бейтс, заставляющий её совершать такие ужасные вещи. Но отцовский амулет помогает Алиссе избегать вмешательства духа.

## Геймплей
Также, как и другие игры серии, Clock Tower II: The Struggle Within представляет собой Survival horror, в котором игроку нужно разгадывать загадки, прятаться и, что довольно редко, сражаться с врагами.
Интерфейс игры состоит из point-and-click-системы, аналогичной той, которая была использована во многих играх компании Sierra Entertainment, например Gabriel Knight: Sins of the Fathers. Также в игре присутствует экран инвентаря, который появляется, если игрок наводит курсор вверх. Движок игры очень напоминает предыдущую игру в серии — Clock Tower (известную в Японии, как Clock Tower 2).
Clock Tower II поделена на три главы, время прохождения которых варьируется в зависимости от принятых игроком решений. Всего в игре есть 13 концовок, в большинстве которых показывается разная смерть главного героя.

## Оценки
| Сводный рейтинг | Сводный рейтинг |
| Агрегатор       | Оценка          |
| --------------- | --------------- |
| GameRankings    | 52,20 %         |